# Man in an Orange Shirt
Man in an Orange Shirt ist ein zweiteiliger britischer Fernsehfilm der BBC. Er wurde von Kudos Film and Television produziert und hatte am 31. Juli 2017 beim Sender BBC One Premiere. Das Filmdrama erzählt drei tragische Liebesgeschichten aus zwei Generationen einer Familie (1944/45 und 2017).
Vanessa Redgrave, Julian Morris und Oliver Jackson-Cohen übernahmen die Hauptrollen, Regie führte Michael Samuels. Drehbuch und Idee stammen vom britischen Bestsellerautor Patrick Gale, dessen Familiengeschichte den autobiographischen Kern der Handlung darstellt.

## Handlung
Zwei separate und doch verwobene Geschichten: Teil 1 erzählt von den Hindernissen, die die westliche Gesellschaft der Liebesbeziehung der beiden Veteranen Michael und Thomas in der unmittelbaren Nachkriegszeit entgegenstellt. Teil 2 beschreibt die Irrungen und Wirrungen von Partnerschaften im 21. Jahrhundert am Beispiel von Michaels Enkelsohn. Verknüpft sind die Geschichten durch Flora, die leidtragende Ehefrau Michaels und Großmutter Adams, deren unerwiderte Liebe zu Michael und konservative Erziehung eine zuerst hasserfüllte Reaktion auf Adams Coming-out zur Folge hat.

### Teil 1
Im heutigen London erzählt eine Großmutter ihrem Enkel beim Kartenspiel von einer alten Hütte auf dem Land, die seinem Großvater gehörte. Beim Zubettgehen betrachtet sie ein altes Foto ihres verstorbenen Mannes und erinnert sich an den Beginn ihrer Beziehung in den Wirren des Zweiten Weltkrieges. Die übrige Episode spielt ausschließlich in den 1940er und 1950er Jahren. Die junge Flora Talbot, eine Londoner Lehrerin, erhält einen Brief ihres Geliebten und Jugendfreundes Michael Berryman, der als Hauptmann (Captain) einer Einheit der britischen Armee in Italien stationiert ist. Dieser trifft während eines Einsatzes durch Zufall einen alten Schulkameraden wieder, den gleichrangigen Thomas March. Cpt. March wird bei dem Angriff schwer verwundet, Berryman kümmert sich um ihn. Bevor March nach England zurückkehrt, kommt es zu einem Kuss der beiden. Thomas nimmt Michael das Versprechen ab, ihn nach Kriegsende in London zu suchen. Tatsächlich stattet Michael gleich nach seiner Rückkehr Thomas einen Besuch in dessen Atelier ab, noch bevor er sich bei Flora meldet. Das Paar verbringt ein perfektes Wochenende fernab aller Sorgen im alten Landgut Michaels getöteter Eltern, bevor die bittere Realität wieder Einzug hält und Michael sich zur Eheschließung mit Flora entscheidet. Thomas willigt widerstrebend ein, Trauzeuge zu werden, und schenkt dem Paar zur Hochzeit ein Gemälde des Cottage. Michael, der sich auf kein weiteres Treffen mit Thomas mehr einlassen möchte, schwängert Flora in der Hochzeitsnacht. Kurz vor der Geburt des gemeinsamen Sohnes Robert James findet Flora in der Schreibtischschublade ihres Mannes einen Stapel alter Liebesbriefe von Thomas. In einer Mischung aus Wut und Angst verbrennt sie sie alle und stellt Michael am gleichen Abend zur Rede. Im Streit beginnen ihre Wehen, die Hebamme schickt Michael aus dem Haus. Er streunt durch die Stadt und gerät in Versuchung, auf einer öffentlichen Toilette zu cruisen. Stattdessen ergreift er die Flucht, kauft Blumen und kehrt zu Flora zurück. Nach der Geburt ihres Kindes verlieren die Berrymans nie wieder ein Wort über die Ereignisse. Thomas wird unterdessen beim cottaging festgenommen und wegen gross indecency (dt. Entspr. „grobe widernatürliche Unzucht“) zu einem ganzen Jahr Gefängnisstrafe verurteilt. Er verweigert Michaels Besuch, auch seine Briefe verbleiben unbeantwortet. Michael schreibt schließlich einen letzten Brief, in dem er all seine Gefühle offenlegt, entschließt sich aber doch dagegen, ihn abzuschicken. Nur noch einmal kommt es Jahre später zu einer kurzen Begegnung, durch die Anwesenheit von Flora und Robert bleiben die gegenseitigen Gefühle allerdings weiter unausgesprochen. Thomas zieht nach Frankreich und wird – wie sich später herausstellt – ein recht bekannter Künstler.

### Teil 2
Sechzig Jahre später sucht sich der Tierarzt Adam, einziger Enkel der verwitweten Flora, laufend neue – männliche – Gelegenheitssexpartner über das Internet. Nachdem Flora ihm das alte Landgut seines Großvaters vermacht hat, engagiert er zur Renovierung den Architekten Steve, der in einer offenen Beziehung mit dem älteren Caspar lebt. Trotz Adams Angst vor einer festen Bindung lässt er sich auf eine Liebesbeziehung zu Steve ein, der sich zuvor von Caspar trennt. Als Flora von der Beziehung und damit Adams sexueller Orientierung erfährt, bricht die Angst und Wut aus ihr heraus, die sie ihrem Mann gegenüber in Schweigen verwandelt hatte. Als Adam und Steve bei den Aufräumarbeiten das Gemälde von Thomas finden, reagiert Flora erst mit gespielter Unwissenheit. Im Rahmen entdeckt Kunstkenner Caspar jedoch ein weiteres Gemälde, auf dem Michael in der Tür des Cottage stehend zu sehen ist. Dieses Gemälde ist das titelgebende Man in an Orange Shirt. Beim Anblick des versteckten Gemäldes bricht Flora zusammen, erzählt Adam schließlich die ganze Geschichte und schenkt ihm eine kleine Box mit einigen Fotos und dem nie abgeschickten Brief von Michael an Thomas, den sie erst nach Michaels Tod gefunden hatte. Den Brief zeigt Adam nach einem heftigen Streit schließlich auch Steve, die beiden versöhnen sich.

## Hintergrund
Die Erzählung basiert in Teilen auf der Familiengeschichte des britischen Bestsellerautors Patrick Gale, der hiermit sein Drehbuch-Debüt feierte. Er schrieb die Geschichte über einen Zeitraum von sechs Jahren hinweg. Gales Mutter hatte, wie Flora Berryman, in den ersten Ehejahren kurz nach Ende des Zweiten Weltkrieges einen Stapel Liebesbriefe eines Freundes im Schreibtisch ihres Mannes gefunden. Auch sie zerstörte die Briefe, aus Angst, er könne verhaftet werden, und aus eigener Abscheu und Unwissenheit, da sie Homosexualität mit Pädophilie gleichzusetzen gelernt hatte.
Drehort war unter anderem das London Charterhouse, in dem auch Downton Abbey, Agatha Christie’s Poirot, Tulpenfieber, Miss Austen Regrets und seit 2017 Taboo gedreht wurden.
Das Drama wurde als Flaggschiff der BBC Gay Britannia season 2017 ausgestrahlt, einer Reihe von Sendungen zur Feier des 50. Jahrestages des Sexual Offences Act. Das Parlamentsgesetz von 1967 entkriminalisierte Homosexualität in England und Wales. Bis zu diesem Zeitpunkt hatte auf Sexualkontakt zwischen zwei Männern eine Freiheitsstrafe von bis zu zehn Jahren gestanden (zum Vergleich: Höchststrafe für Vergewaltigung lag bei fünf Jahren).
Am 13. August 2017 strahlte TVNZ beide Teile als zusammenhängenden Spielfilm aus. Die US-Sendeanstalt PBS wird den Zweiteiler im Juni 2018 als Teil ihrer Anthologie-Serie Masterpiece ausstrahlen. Eine deutschsprachige Ausstrahlung liegt bislang nicht vor.

## Erfolg
Aus 723 Bewertungen ermittelte die IMDb eine durchschnittliche Wertung von 8,2 von 10 Sternen. Zuschauer unter 18 Jahren vergaben im Schnitt 9,0, 18–29-jährige 8,3 und Zuschauer aller anderen Altersstufen im Schnitt 8,0–8,1 Sterne. Bei der Einzelbetrachtung der Episoden schnitt Teil 1 mit durchschnittlich 8,4 von 10 Sternen (61 Wertungen) etwas besser ab als Teil 2 mit 8,1 Sternen (49 Wertungen).

## Besetzung
Hauptbesetzung
- Julian Morris: Adam Berryman
- Vanessa Redgrave: alte Flora Berryman
- Oliver Jackson-Cohen: Captain Michael Berryman
- Joanna Vanderham: junge Flora Talbot, später Flora Berryman
- James McArdle: Captain Thomas March
- David Gyasi: Steve

Nebenbesetzung 1. Teil – Michael & Thomas
- Adrian Schiller: Lucien
- Flaminia Cinque: Rita
- Laura Carmichael: Daphne Talbot
- James Godden: Private Begley
- Tommy Bastow: Private Bates
- Andrew Havill: Major Fanshawe
- Oliver Finnegan: Wykeham (Schüler)
- Ben Barker: Travis (Schüler)
- Hal Scardino: Dwight
- William Hoyland: Schulleiter
- Eileen Page: Geraldine
- Arthur Bateman: Robert Berryman
- Gay Hamilton: Agnes
- Paul Clayton: Standesbeamter
- Phil Dunster: Bruno
- Ed White: Abteilungsleiter
- Elizabeth Edmonds: Hebamme
- Frances de la Tour: Mrs. March

Nebenbesetzung 2. Teil – Adam & Steve
- Julian Sands: Caspar Nicholson
- Angel Coulby: Claudie
- Amanda Rawnsley: Rezeptionistin/Tierarztpraxis
- Drew Edwards: Souschef
- Eddie Arnold: David
- Joanna David: Jennifer
- Arthur Bateman: Robert Berryman